# Brook Highland
Brook Highland är en ort (CDP) i Shelby County, i delstaten Alabama, USA. Enligt United States Census Bureau har orten en folkmängd på 6 746 invånare (2010) och en landarea på 7,3 km².